# La Secanella
La Secanella és una muntanya de 610 metres que es troba al municipi de la Llacuna, a la comarca de l'Anoia.